# بيت الفقيه (الحديدة)

تعديل مصدري - تعديل

بيت الفقية هي مدينة يمنية تتبع محافظة الحديدة، وهي مركز مديرية بيت الفقية، بلغ تعداد سكانها 39116 نسمة حسب الإحصاء الذي أجري عام 2004، تسمى باسم مؤسسها الفقيه اليمني أحمد بن موسى بن عجيل.

## الأحياء والحارات
| الحارة | عدد المساكن | عدد الأسر | الذكور | الأناث | الإجمالي |
| ------ | ----------- | --------- | ------ | ------ | -------- |